# Oetrange
Oetrange (franska) (luxemburgiska: Éiter lyssna (fil), tyska: Oetringen) är en ort i kantonen Luxemburg i södra Luxemburg. Den ligger i kommunen Contern, cirka 9,5 kilometer öster om staden Luxemburg. Orten har 874 invånare (2022).